# Liste der Monuments historiques in Marigny-le-Cahouët
Die Liste der Monuments historiques in Marigny-le-Cahouët führt die Monuments historiques in der französischen Gemeinde Marigny-le-Cahouët auf.

## Liste der Immobilien
| Bezeichnung                   | Beschreibung                                                                                                 | Standort                                                | Kennzeichnung | Schutzstatus | Datum     | Bild           |
| ----------------------------- | --- | ------------------------------------------------------- | ------------- | ------------ | --------- | -------------- |
| Château de Marigny-le-Cahouët | Wasserburg, 12. Jahrhundert, im 15. und 17. Jahrhundert umgebaut; mit den Wassergräben und der Zufahrtsallee | Rue du Parc (Lage)                                      | PA00112526    | Inscrit      | 1929 2008 | weitere Bilder |
| Friedhofskreuz                | Stein, 16. Jahrhundert                                                                                       | Rue des Bourreliers, auf dem ehemaligen Friedhof (Lage) | PA00112527    | Inscrit      | 1927      |                |
| Kirche St-Germain             | um 1450 erbaut                                                                                               | Rue des Bourreliers (Lage)                              | PA00112528    | Inscrit      | 1927      | weitere Bilder |

## Liste der Objekte
| Bezeichnung                                        | Beschreibung                                                  | Standort                        | Kennzeichnung | Schutzstatus | Datum | Bild |
| -------------------------------------------------- | ------------------------------------------------------------- | ------------------------------- | ------------- | ------------ | ----- | ---- |
| Skulptur Heiliger Germanus                         | Kalkstein, farbig gefasst, 15. Jahrhundert                    | in der Kirche St-Germain (Lage) | PM21001417    | Classé       | 1913  |      |
| Skulptur Madonna mit Kind                          | Kalkstein, farbig gefasst, 15. Jahrhundert                    | in der Kirche St-Germain (Lage) | PM21001418    | Classé       | 1913  |      |
| Skulptur Johannes Evangelist nimmt den Giftkelch   | Kalkstein, farbig gefasst, 19. Jahrhundert                    | in der Kirche St-Germain (Lage) | PM21001419    | Classé       | 1913  |      |
| Skulptur Christus in der Rast                      | Kalkstein, farbig gefasst, 16. Jahrhundert                    | in der Kirche St-Germain (Lage) | PM21001420    | Classé       | 1913  |      |
| Glocke (1)                                         | Bronze, 1764 gegossen                                         | in der Kirche St-Germain (Lage) | PM21001422    | Classé       | 1943  |      |
| Kelch und Patene                                   | Silber, 17. Jahrhundert                                       | in der Kirche St-Germain (Lage) | PM21001423    | Classé       | 1974  |      |
| Gemälde Die heilige Familie mit dem Johannesknaben | Ölfarbe auf Leinwand, 17. Jahrhundert (?); nach Giulio Romano | in der Kirche St-Germain (Lage) | PM21005164    | Inscrit      | 2017  |      |
| Pietà                                              | Holz, farbig gefasst, 16. Jahrhundert (?)                     | in der Kirche St-Germain (Lage) | PM21005165    | Inscrit      | 2017  |      |
| Altar                                              | am südlichen Seiteneingang; Kalkstein, gallo-römisch          | in der Kirche St-Germain (Lage) | PM21001421    | Classé       | 1925  |      |
| Glocke (2)                                         | Bronze, Erstguss 1789, Neuguss 1923                           | in der Kirche St-Germain (Lage) | PM21002750    | Classé       | 1927  |      |